# Hollyoaks
Hollyoaks je britská mýdlová opera, kterou od 23. října 1995 vysílá veřejnoprávní televizní kanál Channel 4. V říjnu 2013 měl seriál přes 3700 epizod. Seriál je zaměřený na mladší diváky a hlavní postavy jsou proto převážně ve věku kolem 20 let. Seriál má několik derivátů, které jsou mnohem dramatičtější: Hollyoaks: Movin' On (2001), Hollyoaks: Let Loose (2005), Hollyoaks: In the City (2006) a Hollyoaks: Later.

## Charakteristika
Seriál pojednává o osudech obyvatel fiktivní čtvrti Hollyoaks ve městě Chester (seriál je nicméně natáčen převážně ve filmových studiích v Liverpoolu). Seriál do svého děje zahrnuje mj. konfliktní témata jako jsou drogová závislost, vraždy, sebevraždy, žhářství, potraty, poruchy příjmu potravy, bezdomovectví, finanční problémy, rasismus, náboženství, bisexualita, homosexualita, homofobie, rakovina, alkoholismus, AIDS, znásilnění, domácí násilí, zneužívání dětí apod.
Vzhledem k velkému podílu mladých diváků, je často na konci epizody uvedeno telefonní číslo informační linky pro diváky, kteří mohli v příběhu vidět vlastní zkušenosti. V roce 2007 byl odvysílán díl, ve kterém byli účastníci večírku přiotráveni oxidem uhelnatým. Jedna divačka si uvědomila, že pociťuje stejné příznaky a zjistila únik kysličníku uhelnatého ve svém domě. Hollyoaks se rovněž stal první mýdlovou operou v Británii, ve které bylo tematizováno domácí násilí v homosexuálním páru mezi postavami Brendan Brady (Emmett J. Scanlan) a Ste Hay (Kieron Richardson).
Seriál patří rovněž k těm, kde jsou postavy odstraňovány z děje násilnou cestou. V listopadu 2012 byla uvedena epizoda Enjoy The Ride, v níž zahynuly čtyři pravidelné postavy: Rhys Ashworth (Andrew Moss), Maddie Morrison (Scarlett Bowman), Neil Cooper (Tosin Cole) a Jono (Dylan Llewellyn).
V říjnu 2013 zahynulo během jediného týdne sedm hlavních postav v seriálech Hollyoaks a Hollyoaks: Later – Callum Kane (Laurie Duncan) a Jade Hedy (Lucy Gape) byli zabiti, Ash Kane (Holly Weston), Doug Carter (PJ Brennan) zemřeli při výbuchu nastražené bomby a Claire Devine (Gemma Bissix) při autonehodě; zemřeli rovněž Paul Browning (Joseph Thompson) a Leanne Holiday (Jessica Forrest).
Dne 26. února 2007 seriál změnil svou znělku i grafiku a jeho titul má formu: H♀LLY♂AKS. Tyto změny vzešly z toho, že většina postav předchozích sérií již byla mrtvá či seriál jinak opustila nebo změnila vzhled.

## Vysílání
Seriál je v Británii vysílán ve všední dny od 18:30 na kanálu Channel 4. Hollyoaks se vysílá i v některých zahraničních státech: Kanada (BBC Kids channel), Norsko (TV2 Zebra), Srbsko (Studio B), Bosna a Hercegovina (RTRS), Švédsko (TV400), Finsko (Sub), Island (Stöð 2 extra, Stöð 2) JAR (MNET Series), USA (BBC America), Turecko (e2) i dalších zemích.

## Ocenění
- British Academy Television Awards: nominace na nejlepší soap oper v letech 1999, 2001, 2002 a 2003
- TRIC Awards za nejlepší osobnost v žánru soap oper: 2010 Ricky Whittle (vítěz), 2011 Jennifer Metcalfe (nominace)
- Great Britain Awards: 2012 vítěz v nejlepším drama na pokračování - epizoda A Little Film About Love